# Limnophila (Limnophila) kershawi
Limnophila (Limnophila) kershawi is een tweevleugelige uit de familie steltmuggen (Limoniidae). De soort komt voor in het Australaziatisch gebied.